# Raine Allen-Miller
Raine Allen-Miller (* 1989) ist eine britische Filmregisseurin.

## Leben
Raine Allen-Miller ist Absolventin der BRIT School und der University of Arts in London. Hiernach arbeitete sie in der Werbung, unter anderem in leitenden Positionen im Kreativbereich bei Saatchi & Saatchi, Anomaly und Mother, und hat mehrere Werbespots für Unternehmen wie Square Space, Pepsi und Virgin gedreht.
Ihr erster Kurzfilm Jerk wurde 2018 beim London Film Festival gezeigt. Im Jahr 2021 wurde sie vom britischen Branchendienst Screen International zu den „Stars of Tomorrow“ gezählt. Ihr Spielfilmdebüt Rye Lane mit Vivian Oparah und David Jonsson in den Hauptrollen feierte im Januar 2023 beim Sundance Film Festival.

## Filmografie
- 2018: Jerk (Kurzfilm)
- 2021: Christmas to the MAXX (Kurzfilm)
- 2021: Pepsi: Fizz to Life (Kurzfilm)
- 2023: Rye Lane

## Auszeichnungen
Black Reel Award
- 2024: Nominierung als Bester internationaler Film (Rye Lane)[7]

British Independent Film Award
- 2023: Nominierung als Bester britischer Independent-Film (Rye Lane)
- 2023: Nominierung für die Beste Regie  (Rye Lane)
- 2023: Nominierung als Beste Nachwuchsregisseurin (Rye Lane)

Cleveland International Film Festival 2023
- Nominierung als Bester Film im International Narrative Competition (Rye Lane)[8]